# Aeroportul Tennant Creek
Aeroportul Tennant Creek (IATA: TCA, ICAO: YTNK) este un aeroport din Teritoriul de Nord, Australia. Aeroportul a fost tranzitat în 2018 de 8.500 de pasageri.
Situat la o altitudine de 375 m, aeroportul dispune de o singură pistă.